# Listrognathus mactator
Listrognathus mactator là một loài tò vò trong họ Ichneumonidae.